# Steppers
Steppers è un termine riferito ad uno stile di batteria usato nella musica reggae.

## Caratteristiche
Lo steppers è un ritmo di batteria caratteristico del reggae dove la grancassa batte su tutte e quattro le battute in un ritmo di 4/4, mentre il rullante suona una sincope sincronizzata, oppure il cosiddetto ritmo flying cymbal (letteralmente piatto volante), che importa l'utilizzo in levare dei piatti charleston e splash, tipici della musica disco, fondendoli con il ritmo one drop.
Emergono alcune contraddizioni sulla definizione dei ritmo steppers, poiché secondo la descrizione di alcuni autori appare come la medesima data per il ritmo rockers, cioè il battito ad ogni battuta sui 4/4. In effetti, entrambi questi termini sono entrati nell'uso comune nella seconda metà degli anni settanta, ed entrambi sono riconosciuti per essersi sviluppati traendo alcune caratteristiche dalla musica disco, pertanto non è ben chiaro se si possa trattare di ritmi o significati realmente diversi. Secondo altre fonti, mentre nel ritmo steppers la grancassa batte su ogni battito sui 4/4, in quello rockers batterebbe solo sulla 1ª, 2ª e 4ª battuta, e ciò darebbe un senso alla differenza tra i due termini, tuttavia questa definizione del rockers è contrastante con altre diffuse.
Il brano di Bob Marley "Exodus", contenuto nell'album omonimo del 1977, viene segnalato come un buon esempio di ritmo steppers, come anche la traccia "Jamming", contenuta nello stesso disco. Un altro esempio rappresentativo potrebbe essere "Red, Gold, and Green" di Burning Spear del 1975.